# Die Alleinseglerin
Die Alleinseglerin ist ein deutscher Spielfilm der DEFA von Herrmann Zschoche aus dem Jahr 1987. Er beruht auf dem gleichnamigen Kurzroman von Christine Wolter.

## Handlung
Literaturwissenschaftlerin Christine erbt das Segelboot ihres Vaters. Der Drachen müsste grundüberholt werden, um beim Verkauf einen guten Preis zu erzielen. Behalten will ihn die alleinerziehende Christine nicht, da sie sich den Unterhalt und die Aufarbeitung mit ihrem geringen Gehalt nicht leisten könnte. Als sich bis zum Winter jedoch kein Käufer für den Drachen findet, plant sie auf einen Verkauf im Frühjahr. Bis dahin will sie das Boot auf Vordermann bringen, um einen besseren Verkaufspreis zu erzielen.
In ihrem Institut bietet sich ihr die Möglichkeit, eine Doktorarbeit zu beginnen. Sie nimmt die Chance wahr, bekommt jedoch zunehmend Probleme. Ihr Ex-Mann Werner, der ihr hin und wieder ihren kleinen Sohn über das Wochenende abgenommen hat, geht für längere Zeit beruflich in die Mongolei. Nachts arbeitet Christine an ihrer Doktorarbeit, kommt jedoch kaum voran. Am Wochenende versucht sie, das Boot zu renovieren. Zusätzlich beginnt sie eine Affäre mit dem Keyboarder Georg, die jedoch zerbricht, als sie die Arbeit am Boot einem gemeinsamen Wochenende vorzieht. Ihre ebenfalls alleinerziehende Freundin Veronika steht ihr bei und kümmert sich um ihren Sohn, der sich zunehmend von der Mutter entfremdet. Freund Kutte hilft bei der Bootsrenovierung, sodass das Segelboot schließlich im Frühjahr erfolgreich zu Wasser gelassen werden kann.
Die Bootsrenovierung hat Christine nicht nur viel Geld gekostet. Ihre Doktorarbeit, die eine Zuarbeit zu einem größeren Projekt werden sollte, wird von ihrem Professor als nicht durchdacht abgelehnt. Christine selbst wird für ein geringeres Gehalt ins Archiv versetzt und kann so vorerst keine weitere wissenschaftliche Arbeit leisten. Werner, der aus der Mongolei zurückgekehrt ist, würde ihr in ihrer finanziellen Not 2000 Mark leihen, doch als er erfährt, dass Christine das Geld für das Boot einsetzen würde, verlässt er sie endgültig. Trotzig lehnt sie auch ein Kaufangebot eines machohaft auftretenden Mannes ab. Sie will das Boot behalten. Zum ersten Mal segelt sie allein auf der Müritz. Als das Boot dabei auf einer Sandbank aufläuft und kentert, klettert Christine auf das schräg im Wasser liegende Boot. Sie beginnt zu lachen.

## Produktion
Die Alleinseglerin wurde in Berlin und an und auf dem Scharmützelsee gedreht. Die Uraufführung des Films fand am 2. Juli 1987 im Berliner Kino International statt.
Es war der erste und einzige Film, in dem Christina Powileit, Drummerin der Rockband Mona Lise, auftrat. Kritiker befanden angesichts der ungewöhnlichen Besetzung: „Der Einfall des Regisseurs, die Titelrolle mit der Drummerin der beliebten Gruppe Mona Lise zu besetzen, wird sich hoffentlich in den Besucherzahlen niederschlagen.“
Der bekannte Fotograf Helmut Raddatz hat im Film einen Cameo-Auftritt.

## Kritiken
Die zeitgenössische Kritik schrieb, dass Hauptfigur Christine „Alleinseglerin auch im dramaturgischen Gewässer [sei], Partner hat sie kaum, auch Impulse, die ein wenig Wasser ins Handlungs-Segel blasen, fehlen. Immer dann, wenn Dialoge vonnöten, bricht er ab.“ Andere Kritiker lobten die „neue[n] Töne weiblicher Selbstironie“, die dem Film „etwas von heiterer Souveränität“ geben. Rosemarie Rehahn befand: „Der Film hat seine erfrischenden Stellen, wenn er mit flottem Zungenschlag Alltagsbeobachtungen liefert oder weibliches Miteinander zeigt. […] In der bei Herrmann Zschoche ungewohnt stimmungslosen Regie spiegelt sich, wie mir scheint, die insgesamt unentschlossene Behandlung des Sujets wider.“
Für das Lexikon des internationalen Films war Die Alleinseglerin ein „einfühlsam inszeniertes und gespieltes Frauenporträt, das die Alltagsprobleme des real existierenden Sozialismus nur als kabarettistisches Beiwerk benutzt, um auf unterhaltsam-nachdenkliche Weise eine Lanze für starke Frauen zu brechen.“
Cinema nennt das „Emanzipationsdrama“ ein „ruhiges, einfühlsames Frauenporträt, teils ironisch, teils lakonisch“. Kritisch wurde angemerkt, „etwas mehr Drama, Plot und Witz hätten gutgetan“.